# Шумиха (фильм)
«Шумиха» (англ. Hoopla) — чёрно-белая музыкальная мелодрама 1933 года. Последний фильм Клары Боу.

## Сюжет
После смерти матери Крис Миллер уезжает с фермы, чтобы посмотреть мир. Во время путешествия он находит своего отца, Нифти Миллера, который работает зазывалой на ярмарке. Вопреки желанию отца, который не хочет, чтобы сын пошёл по его стопам, Крис тоже устраивается работать на ярмарку. Чтобы не смущать сына, Нифти просит свою любовницу, танцовщицу Керри, перебраться на какое-то время к своей товарке по имени Лу.
Оскорблённая Керри приводит Криса на вечеринку. Когда Нифти застаёт пьяного сына в её компании, он говорит Керри, что между ними все кончено. Керри целится в него из пистолета, но Лу удаётся отобрать у неё оружие прежде, чем она успевает кого-нибудь ранить, и уводит разъярённую девушку спать. Далее Керри предлагает заплатить Лу сто долларов за то, чтобы она влюбила в себя Криса и помогла таким образом отомстить Миллеру-старшему. Лу соглашается, похваставшись, что это будут самые лёгкие заработанные ею деньги, и берёт двадцатку авансом.
Когда ярмарка останавливается в другом городе, Лу приглашает Криса в свою палатку. Она приступает к плану соблазнения и переодевается при нём за ширмой. Нифти советует сыну держаться от неё подальше. Проходит неделя. Керри требует возвращения аванса, раз Крису до сих пор удаётся устоять перед чарами Лу, но та отвечает, что дело на мази и юноша вот-вот упадёт в её объятия.
Чтобы форсировать события, она приводит Криса на берег озера и разоблачается на его глазах, притворившись, что хочет поплавать. Её красота пленяет Криса, и пара начинает заниматься любовью. Вспомнив, что в этот день ярмарка снимается с места, они вынуждены прервать это занятие и едва успевают нагнать свой балаган.
Однажды во время представления один из зрителей оскорбляет Лу. Крис вступается за неё и даёт обидчику отпор. Далее Крис делает Лу предложение. Не желая обманывать молодого человека, она рассказывает ему, что нарочно соблазняла его по просьбе Керри. Крису безразличны её мотивы, лишь бы она любила его. Со слезами на глазах Лу признаётся, что безумно влюбилась в него, поскольку он единственный, кто относится к ней с уважением. Нифти пытается отговорить сына от этого брака и говорит, что Лу — обычная шлюха. Тот называет отца лжецом, женится на Лу, и новобрачные вместе уезжают в Чикаго.
Проходит время. Крис устраивается на работу в адвокатскую контору, а Лу продолжает танцевать для увеселения публики, теперь на Всемирной ярмарке в Чикаго 1933 года. Когда Нифти предлагают работу на той же ярмарке, он приезжает в Чикаго, узнаёт, что ему предстоит объявлять выступления Лу, и отказывается от этой работы. Лу умоляет его остаться ради сына. Вскоре он понимает, что Лу вернулась на сцену только ради того, чтобы у них появились деньги на образование Криса, и меняет своё мнение о жене сына в лучшую сторону.

## В ролях
| Актёр           | Роль            |
| --------------- | --------------- |
| Клара Боу       | Лу              |
| Престон Фостер  | Нифти Миллер    |
| Ричард Кромвель | Крис Миллер     |
| Минна Гомбелл   | Кэрри           |
| Роджер Имхоф    | полковник Гоуди |